# 에르빈 레더
에르빈 알로이스 로베르트 레더(독일어: Erwin Alois Robert Leder, 1951년 7월 30일~)는 오스트리아의 배우이다.

## 작품 목록

### 영화
- 카프카의 굴 (2014년)
- 영웅 수상 (2011년) - 엥겔베르트 돌푸스 역
- 토이랜드 라스트 스톱 (2009년)
- 세 도둑 (2007년)
- 택시더미아 (2006년)
- 클림트 (2006년)
- 해피 엔드 (2005년)
- 언더월드 (2003년) - 싱 역
- 쉰들러 리스트 (1993년)
- 삼총사 (1993년)
- 특전 유보트 (1981년) - 기관부관, 요한 역